# Otus (geslacht)
Otus (Dwergooruilen) is een geslacht van vogels uit de familie van de uilen (Strigidae).  De wetenschappelijke naam van het geslacht is voor het eerst geldig gepubliceerd in 1769 door Pennant.

## Soorten
- Otus alfredi  – Floresdwergooruil
- Otus alius  – Nicobarendwergooruil
- Otus angelinae  – Angelinadwergooruil
- Otus bakkamoena  – Indische dwergooruil
- Otus balli  – Andamanendwergooruil
- Otus beccarii  – Biakdwergooruil
- Otus bikegila– Principedwergooruil
- Otus brookii  – Radjahdwergooruil
- Otus brucei  – Gestreepte dwergooruil
- Otus capnodes  – Anjouandwergooruil
- Otus collari  – Sangirdwergooruil
- Otus cyprius  – Cyprusdwergooruil
- Otus elegans  – Ryukyudwergooruil
- Otus enganensis  – Engganodwergooruil
- Otus everetti  – Everetts dwergooruil
- Otus feae  – Annobondwergooruil
- Otus fuliginosus  – Palawandwergooruil
- Otus gurneyi  – Grote dwergooruil
- Otus hartlaubi  – Hartlaubs dwergooruil
- Otus icterorhynchus  – Zandbruine dwergooruil
- Otus insularis  – Seychellendwergooruil
- Otus ireneae  – Sokokedwergooruil
- Otus jolandae  – Rinjanidwergooruil
- Otus lempiji  – Soendadwergooruil
- Otus lettia  – Gekraagde dwergooruil
- Otus longicornis  – Luzondwergooruil
- Otus madagascariensis  – Westelijke madagaskardwergooruil
- Otus magicus  – Molukse dwergooruil
- Otus manadensis  – Sulawesi-dwergooruil
- Otus mantananensis  – Mantananidwergooruil
- Otus mayottensis  – Mayottedwergooruil
- Otus megalotis  – Filipijnse dwergooruil
- Otus mendeni – Banggaidwergooruil
- Otus mentawi  – Siporadwergooruil
- Otus mindorensis  – Mindorodwergooruil
- Otus mirus  – Mindanaodwergooruil
- Otus moheliensis  – Mohélidwergooruil
- Otus nigrorum  – Negrosdwergooruil
- Otus pamelae  – Arabische dwergooruil
- Otus pauliani  – Grande-Comoredwergooruil
- Otus pembaensis  – Pembadwergooruil
- Otus podarginus   – Palaudwergooruil
- Otus rufescens  – Rosse dwergooruil
- Otus rutilus  – Oostelijke madagaskardwergooruil
- Otus sagittatus  – Maleise dwergooruil
- Otus scops  – Dwergooruil
- Otus semitorques  – Japanse dwergooruil
- Otus senegalensis  – Afrikaanse dwergooruil
- Otus siaoensis  – Siaudwergooruil
- Otus silvicola  – Wallace' dwergooruil
- Otus socotranus  – Socotradwergooruil
- Otus spilocephalus  – Gevlekte dwergooruil
- Otus sulaensis  – Suladwergooruil
- Otus sunia  – Oosterse dwergooruil
- Otus  tempestatis  – Wetardwergooruil
- Otus thilohoffmanni  – Serendipdwergooruil
- Otus umbra  – Simeuluedwergooruil

Uitgestorven soorten:
- Otus grucheti – Réunionuil
- Otus murivorus – Rodriguesuil
- Otus sauzieri –  Mauritiusuil